# Chrysodeixis chalcites
Chrysodeixis chalcites – gatunek motyla z rodziny sówkowatych (Noctuidae), z podrodziny błyszczek. Gatunek migrujący pochodzenia tropikalnego. W drugiej połowie XX wieku stał się poważnym szkodnikiem upraw pomidorów w Europie. W 2006 zaobserwowany w Polsce, w okolicach Lublina.

## Morfologia i ekologia
Rozpiętość skrzydeł dorosłego samca imago wynosi 33–44 mm.